# Zanobi del Rosso
Zanobi del Rosso (Firenze, 16 dicembre 1724 – Firenze, 28 gennaio 1798) è stato un architetto italiano.

## Biografia
Figlio di Giuseppe Ignazio Rossi o del Rosso (1696-1731), architetto per Cosimo III de' Medici, Zanobi prese il nome dal nonno. Fu allievo di Giovanni Filippo Ciocchi ed entrò nel 1749 all'Accademia del Disegno. Si trasferì in seguito a Roma, dove restò dodici anni per studiare architettura al seguito di Luigi Vanvitelli e Ferdinando Fuga.
Nel 1765 alla vigilia dell'arrivo del Granduca Pietro Leopoldo di Lorena fu richiamato a Firenze e fu nominato architetto delle fabbriche reali.
Fu utilizzato soprattutto per realizzare spazi di svago, come il Nuovo Teatro di Pisa (1770) e il Casino di villeggiatura per l'Accademia dei Generosi (1771). Agli Uffizi riordinò la galleria e decorò la Sala della Niobe.
A Boboli creò la Kaffeehaus (1774-1777), forse il migliore esempio di stile rococò a Firenze, influenzato dalle cosiddette turcherie orientaleggianti, allora popolari nelle residenze viennesi degli Asburgo. Ridisegnò anche la zona circostante del giardino, cambiando le vasche alle fontane e la disposizione delle piante, e creò la Limonaia (1777-1778).
Suo è anche il disegno della facciata del Complesso di San Firenze. Il figlio Giuseppe del Rosso fu a sua volta architetto.